# Beth Bruno
Beth Bruno (Niterói, 3 de abril de 1960) é uma cantora, arranjadora e pianista de música popular brasileira. Beth Bruno iniciou sua carreira no Rio de Janeiro, através de festivais de música, onde ganhou vários prêmios como melhor intérprete.
Participou como vocalista em discos e shows de grandes nomes da MPB como Djavan, Roberto Carlos, Ivan Lins, Beto Guedes, Gilberto Gil, Milton Nascimento entre outros.
Sempre se apresentou nas principais casas de espetáculos, bem como teatros do Rio, entre os quais, Teatro João Teotônio, Mistura Fina, Teatro Cândido Mendes, Teatro Dulcina, Espaço Cultural Sérgio Porto, Teatro Cultura Artística (SP) Centro de Convivência (Campinas), Teatro da UFF e ainda Teatro Municipal do Rio de Janeiro e Teatro Municipal de Niterói, entre lonas culturais e muitos outros.
Beth Bruno viveu momentos especiais ao lado de grandes instrumentistas brasileiros, tais como Nico Assumpção, Artur Maia, Sebastião Tapajós, Délia Fischer, Marco Pereira, e outros.
Junto com Carlos Lyra e o ator Antônio Pedro, Beth Bruno destacou-se no papel título da comédia musical “Pobre Menina Rica”, de Vinícius de Moraes e do próprio Carlos Lyra.
Dividiu o palco por inúmeras vezes, em eventos de grande público, com grandes nomes da MPB: entre eles, Paulo Moura, Altamiro Carrilho, Beth Carvalho, Francis Hime, Roberto Menescal, Guinga e outros.
Beth Bruno foi intérprete da música “Zen Vergonha”, no primeiro CD da parceria Guinga/Aldir Blanc, sendo a faixa em que Beth participou, indicada para o prêmio Sharp de melhor arranjo. Esse mesmo CD, contou com a participação de Chico Buarque, Ivan Lins, Leny Andrade, Cláudio Nucci, Leila Pinheiro, entre outros.
Foi convidada, juntamente com o falecido e inesquecível Nico Assumpção, para o Festival de Jazz de Ipanema, onde foram ovacionados por um público de mais de cinco mil pessoas.
Trabalhou ao lado de Ivan Lins e da banda Batacotô, excursionando pelo Brasil e Estados Unidos. Beth faz parte do CD “Elas cantam Caetano Veloso”, interpretando “Dom de Iludir”.
Trabalhou como vocalista ao lado dos astros internacionais Al Jarreau e Marcus Miller no Free Jazz Festival. Beth Bruno faz parte do Songbook Antônio Carlos Jobim volume 5, de Almir Chediak, fazendo duo com o cantor Ed Motta, na faixa “Imagina”.
Participou do Festival Internacional de Música de Hatillo, em Caracas na
Venezuela e do “ Santa Mônica Summer Festival “ em Los Angeles, na Califórnia.
Participa da trilha sonora composta por Wagner Tiso para o filme “Tiradentes”
de Oswaldo Caldera, cantando “Blowing in the wind “ de Bob Dylan. Interpreta a música da trilha sonora do premiadíssimo curta metragem ”De Janela para o Cinema”, do diretor Quiá Rodrigues, composta por Ed Motta e Ronaldo Bastos, intitulada “Rainbow’s End“, que ganhou os melhores prêmios de melhor curta de animação no país incluindo o Festival de Gramado (Kikito de Ouro) e primeiro lugar nacional e segundo lugar mundial no Festival Anima Mundi de Filmes de Animação 1999, o Primeiro Grande Prêmio Brasil de Cinema (2000), além de ter sido um dos indicados como melhor curta de animação no Festival de Cannes (2000), na França. Fez parte da banda, como vocalista, do cantor e compositor Milton Nascimento no Show Cronner. Seu primeiro CD solo, intitulado “Luz“ saiu pelo selo Niterói Discos. Beth também participa do projeto do DJ inglês Martin Enzo de Chillout Music, intitulado “The Lunar Ark of Isis“ com a música “The Circles of Mistique “ a qual já é sucesso nas pistas do norte da Inglaterra e Irlanda. Participa da trilha sonora da peça teatral “Teatro Popular Brasileiro” de Marta Metzler, cantando a música “O Teatro da Natureza” de Marco Pereira e Aldir Blanc. Participa como convidada do CD do baixista niteroiense Mazinho Ventura cantando a faixa “ For you”. Beth reside atualmente entre Niterói, RJ e Nova Iorque, e lá nos EUA, foi convidada pela Berklee School of Music pra ministrar uma Máster Class de voz intitulada “ An Intuitive Approuch Towards Vocal Mastery”. Se apresenta nas melhores casas de Jazz de NY e Boston. Beth acaba de lançar nos EUA seu mais novo CD chamado "Between Worlds" / "Entre Munds" pela Beth Bruno Music.

## Discografia
- Between Worlds"
- The lunar arc of isis
- Luz
- Além do horizonte
- Songbook Antônio Carlos Jobim
- Elas cantam Caetano
- Geração Duerê